# Reinhard Heyd
Reinhard Heyd (* 1956 in Schwäbisch Gmünd) ist ein deutscher Betriebswirtschaftler, Unternehmer und Hochschullehrer.

## Leben
Nach dem Abitur absolvierte Heyd von 1976 bis 1980 ein Studium der Wirtschaftswissenschaften, mit der Vertiefungsrichtung Betriebswirtschaftslehre, an der Universität Hohenheim. 1982 erfolgte an der Universität Stuttgart die Promotion zum Dr. rer. pol. mit der Arbeit Ziele und Funktionsfähigkeit von Jahresabschlüssen nach den vorparlamentarischen Regierungsvorlagen für ein Bilanzrichtlinie-Gesetz unter besonderer Berücksichtigung des Interessenschutzes und der Interessengewichtung bei unterschiedlichen Rechtsformen. Anschließend bis 2012 übernahm Heyd Geschäftsführertätigkeiten im Familienunternehmen in der Schmuckwarenbranche in Schwäbisch Gmünd.
1995 erfolgte die Berufung zum Professor für Rechnungswesen und Controlling an der Berufsakademie Heidenheim, dann 1996 Berufung zum Professor für Rechnungswesen und Controlling an der Berufsakademie Stuttgart. Von 2001 bis 2012 hatte Heyd die Professur für Rechnungswesen und Controlling an der Hochschule Nürtingen-Geislingen inne, bevor er 2012 zum Professor für Bilanzierung nach Handels- und Steuerrecht an der Hochschule Aalen berufen wurde.
Heyd begleitete Lehraufträge der Universität Stuttgart, California State University, Fullerton sowie an der Universität Ulm. An der Universität Ulm wurde er 1999 zum Honorarprofessor ernannt.

## Forschungsschwerpunkte
Heyd beschäftigt sich mit der Organisation von Unternehmen und mit externen Einflussfaktoren auf Unternehmen. Außerdem forscht er unter anderem zum Bilanzmanagement international tätiger Konzerne.

## Publikationen (Auswahl)
- Ziele und Funktionsfähigkeit von Jahresabschlüssen nach den vorparlamentarischen Regierungsvorlagen für ein Bilanzrichtlinie-Gesetz unter besonderer Berücksichtigung des Interessenschutzes und der Interessengewichtung bei unterschiedlichen Rechtsformen. Frankfurt am Main; Bern 1982: Lang. ISBN 3-8204-7403-X
- Lexikon für Rechnungswesen und Controlling. Stuttgart 1993: Taylorix-Fachverlag. ISBN 3-7992-0730-9
- Die Kunst, Bilanzen zu lesen : Anleitung zur treffsicheren Bilanzbeurteilung. Stuttgart 2001: Schäffer-Poeschel. ISBN 3-7910-1771-3
- Internationale Rechnungslegung. Stuttgart 2003: Lucius und Lucius. ISBN 3-8282-0251-9
- Grundlagen der internationalen Rechnungslegung. Sternenfels 2003: Verlag Wiss. und Praxis. ISBN 3-89673-192-0
- Lexikon Rechnungswesen und Controlling. Troisdorf 2005: Bildungsverlag EINS. ISBN 3-427-23030-9
- mit Lutz-Ingold Martin: Immaterielle Vermögenswerte und Goodwill nach IFRS: Bewertung, Bilanzierung und Berichterstattung. München 2005: Vahlen. ISBN 3-8006-3087-7
- Gabler, Business-Wissen A – Z, Bilanzierung. Wiesbaden 2005: Gabler. ISBN 	3-409-12434-9
- BilMoG – das Bilanzrechtsmodernisierungsgesetz. Torgau 2009: Tangens-Verlag. ISBN 978-3-941619-02-9
- mit Markus Kreher: BilMoG : das Bilanzrechtsmodernisierungsgesetz; Neuregelungen und ihre Auswirkungen auf Bilanzpolitik und Bilanzanalyse. München 2010: Vahlen. ISBN 978-3-8006-3563-4
- mit Carsten Ernst und Ulf Mohrmann: Vergleich von HGB, Full IFRS und IFRS for SMEs: eine synoptische Gegenüberstellung. Weinheim 2012: Wiley-VCH-Verlag. ISBN 978-3-527-50650-7